# Else Lindorfer
Else Lindorfer (München, 10 mei 1917 - Voorburg, 11 januari 1965) was een Nederlandse kunstenares. Lindorfer genoot een opleiding aan de Bayerische Staats Oper, waar ze onderricht genoot in piano, zang en dans. Vanaf haar emigratie naar Nederland in 1937 legde zij zich toe op het schilderen.
Het werk van Lindorfer bestaat veelal uit landschappen en buitentaferelen in Noord en Zuid-Holland. Verdere educatie ontving ze van Jan van Heel aan de Vrije Academie in Den Haag. In 1957 exposeerde ze in kunsthandel Martinus Liernur van Miep Eijffinger en later ook in de rest van Nederland. Op 11 januari 1965 overlijdt Else Lindorfer op 47-jarige leeftijd in haar woonplaats Voorburg.